# أرتيم سيمونيان
أرتيم سيمونيان (20 فبراير 1995 بسانت بطرسبرغ في روسيا - ) هو لاعب كرة قدم أرمني وروسي في مركز الوسط. شارك مع منتخب أرمينيا تحت 17 سنة لكرة القدم ومنتخب أرمينيا الوطني تحت 19 سنة لكرة القدم ومنتخب أرمينيا تحت 21 سنة لكرة القدم ومنتخب أرمينيا لكرة القدم. أما مع النوادي، فقد لعب مع زينيت سانت بطرسبرغ ونادي زيورخ.

## وصلات خارجية
- أرتيم سيمونيان على موقع الاتحاد الأوربي (الإنجليزية)
- أرتيم سيمونيان على موقع قاعدة بيانات كرة القدم.إي يو (الإنجليزية)
- أرتيم سيمونيان على موقع ناشيونال فوتبول تيمز (الإنجليزية)
- أرتيم سيمونيان على موقع Soccerway.com (الإنجليزية)
- أرتيم سيمونيان على موقع AS.com (الإسبانية)